# Yoan Cardinale
Yoan Cardinale (La Ciotat, Francia, 27 de marzo de 1994) es un futbolista francés. Juega de portero y su equipo es el S. C. Toulon del Championnat National 2 de Francia.

## Clubes
| Club          | País    | Año       |
| ------------- | ------- | --------- |
| O. G. C. Niza | Francia | 2014-2021 |
| S. C. Toulon  | Francia | 2022-     |